# Кубок Тосмена
Кубок общества "Тосмен" (Кубок Чемпионов двух Столиц) — официальное футбольное соревнование в Советской России и СССР, с перерывами проходившее с 1919 по 1929 год. Этот турнир фактически определял лучшую клубную команду страны и был весьма престижным для своего времени.

## История турнира
Кубок был учреждён петроградским обществом «Тосмен» для победителя в матче между весенними чемпионами Москвы и Петрограда (в дальнейшем — Ленинграда).
Первым обладателем кубка в 1919 году стала петроградская команда «Коломяги», а последним обладателем в 1929 году московские «Пищевики».

## Схема соревнований
Кубок разыгрывался на поле одной из команд-участниц — поочерёдно в Петрограде (Ленинграде)  и Москве — в единственном матче, проводившимся в соответствии с кубковой системой — в случае ничьей в основное время назначалось дополнительное, продолжавшееся, в случае необходимости и далее до первого забитого мяча.

## Достижения клубов
| Клуб                                      | Чемпион        | Финалист       |
| ----------------------------------------- | -------------- | -------------- |
| «Красная Пресня»/«Пищевики»               | 2 (1924, 1929) | 1 (1923)       |
| «Коломяги»                                | 2 (1919, 1923) | —              |
| «Меркур»                                  | 1 (1921)       | —              |
| ОЛЛС (Москва)                             | 1 (1922)       | —              |
| «Динамо» (Москва)                         | 1 (1928)       | —              |
| «Спорт»/«Спартак» Петроградский район «А» | —              | 2 (1922, 1924) |
| «Пищевкус» (Ленинград)                    | —              | 2 (1928, 1929) |
| «Замоскворецкий» КС (Москва)              | —              | 1 (1919)       |
| СК «Замоскворечье» (Москва)               | —              | 1 (1921)       |

## Финалы

### 1919
| 7 сен I | «Коломяги» | 3:1     | «Замоскворецкий» КС | Петроград                                                                              |
| |            | (отчёт) |                     | Стадион: Плац бывшего кадетского корпуса Зрителей: 3 000 Судья: В.Юргенсон (Петроград) |
| »: Полежаев - Татаринов, Г.Гостев - П.Филиппов, Батырев, Карнеев - Баумгарт, Н.Гостев, П.Фёдоров, Варфоломеев, С.Филиппов «Замоскворецкий» КС: Н.Лавров - Фёдоров, С.Сысоев - П.Лавров, К.Блинков, М.Романов - Н.Никитин, П.Иванов, Исаков, К.Васильев, С.Романов |            |         |                     |                                                                                        |

### 1921
| II | «Меркур» | 4:3     | СК «Замоскворечье» | Петроград |
|    |          | (отчёт) |                    |           |

### 1922
| 25 июн III | «Спорт» | 0:1     | ОЛЛС           | Москва                                                  |
| |         | (отчёт) | - 83′ Чесноков | Стадион: «ЗКС» Зрителей: 5 000 Судья: С.Сысоев (Москва) |
| »: Голубев - Ежов, Д.Штукин - Г.Бодров, Батырев, Б.Кузьменко - А.Штукин, Антипов, И.Хухтинен, К.Егоров, Д.Родионов ОЛЛС: Шимкунас - Шмидт, М.Исаев - Лебедев, В.Ратов, Дмитриев-Моро - Жибоедов, Тюльпанов, М.Ратов, Савостьянов, Чесноков |         |         |                |                                                         |

### 1923
| 22 июл IV | «Коломяги»                                   | 3:1     | «Красная Пресня» | Петроград                           |
| | - Н.Никонов 1:1′ - Карнеев 72′ - Ф.Рябов 85′ | (отчёт) | - 0:1′ ?         | Стадион: «Коломяги» Зрителей: 4 000 |
| »: Полежаев - Эд.Эммерих, Г.Гостев - П.Филиппов, Карнеев, Г.Филиппов - Варфоломеев, Н.Никонов, Ф.Рябов, Д.Киселёв, Н.Гостев »: А.Козлов - Тикстон, Хайдин - Мошаров, И.Артемьев, А.Канунников - Леута, Д.Маслов, Исаков, П.Канунников, П.Артемьев |                                              |         |                  |                                     |

### 1924
| 25 окт V | «Спартак» Петроградский район «А» | 1:3     | «Красная Пресня»                          | Москва                                                                  |
| | - Горелкин 27′                    | (отчёт) | - ~55′ Поляков - 1:2′ Исаков - 1:3′ Леута | Стадион: «Красная Пресня» Зрителей: ~1 000 Судья: Г.Фепонов (Ленинград) |
| «Спартак» Петроградский район «А»: А.Рябов - Д.Штукин, Ежов - Гуськов, Батырев, Б.Кузьменко - Д.Родионов, Колотушкин, Антипов, Горелкин, А.Штукин »: Баклашов - Чернов, Тикстон - Мошаров, К.Блинков, Квашнин - Н.Старостин, Поляков, Исаков, П.Артемьев, Леута |                                   |         |                                           |                                                                         |

### 1928
| 8 июл VI | «Пищевкус»                     | 2:3     | «Динамо»                                   | Ленинград          |
| | - Колотушкин 4′ - К.Егоров 88′ | (отчёт) | - 40′ К.Блинков - 42′ Павлов - 63′ Макаров | Стадион: им.Ленина |
| »: В.Алексеев - Юденич, П.Бутусов - Антипов, Будяков, Гуськов - К.Егоров, М.Бутусов , А.Артемьев, Колотушкин, А.Петров »: Чулков - Карпенко, Мильеранский - Лёнчиков, Селин , Столяров - Макаров, К.Блинков, С.Иванов, Павлов, Вал.Прокофьев |                                |         |                                            |                    |

### 1929
| 6 июл VII | «Пищевкус»              | 1:3     | «Пищевики»                                             | Ленинград                                                 |
| | - Колотушкин 44′ (пен.) | (отчёт) | - 38′ Кривоносов - 47′ Н.Старостин - 72′ (пен.) Исаков | Стадион: ЛОСПС Зрителей: 500 Судья: К.Мелихов (Ленинград) |
| »: В.Алексеев - Юденич, Адт - А.Петров, Вал.Фёдоров, Гуськов - К.Егоров, М.Бутусов, Колотушкин, В.Андреев, Зябликов »: И.Филиппов - Тикстон, Ал.Старостин - Вик.Прокофьев, Ан.Старостин, Литвейко - Н.Старостин, Исаков, Кривоносов, Поляков, П.Артемьев |                         |         |                                                        |                                                           |

## Комментарии
1. ↑  Согласно официальной истории ФК «Спартак» (Москва)[4][5] клубы «Красная Пресня» (1922 — 1926) и «Пищевики» (1926 — 1930) тождественны друг другу и клубу «Спартак» (Москва); данная версия не является общепризнанной[6].
2. ↑  Преемственность клубов «Спорт» и «Спартак» Петроградского района «А» отмечается практически всеми источниками[7][8]; однако полная историческая тождественность расформированных в 1924 году клубов Петроградской футбольной лиги и образованных на их базе районных кружков под эгидой другой организации ленинградскими (санкт-петербургскими) историками футбола прямо не декларировалась.

### Периодика
- «Известия Спорта» и «Красный Спорт» 1922 — 1927. НЭБ — rusneb.ru.
- «Спартак» Ленинград 1924 — 1929. РГБ — search.rsl.ru.
- «Известия Петроградского Совета Рабочих и Солдатских Депутатов» 1919. РНБ — primo.nlr.ru.
- «Всевобуч и Спорт» Петроград 1923. НЭБ — rusneb.ru.
- «Физкультура и Спорт» 1929 № 29 стр.14

### Электронные ресурсы
- Материалы по истории турнира и спортивная пресса Москвы и Подмосковья (в изложении). История московского и подмосковного футбола — vk.com.
- Кубок Тосмена. FOOTBALLFACTS — footballfacts.ru.
- Кубок Тосмена. История и статистика ЦСКА — cska-games.ru.
- Игры ФК «Динамо» Москва. История и статистика «Динамо» — fc-dynamo.ru.